# Jesús a la cort d'Herodes

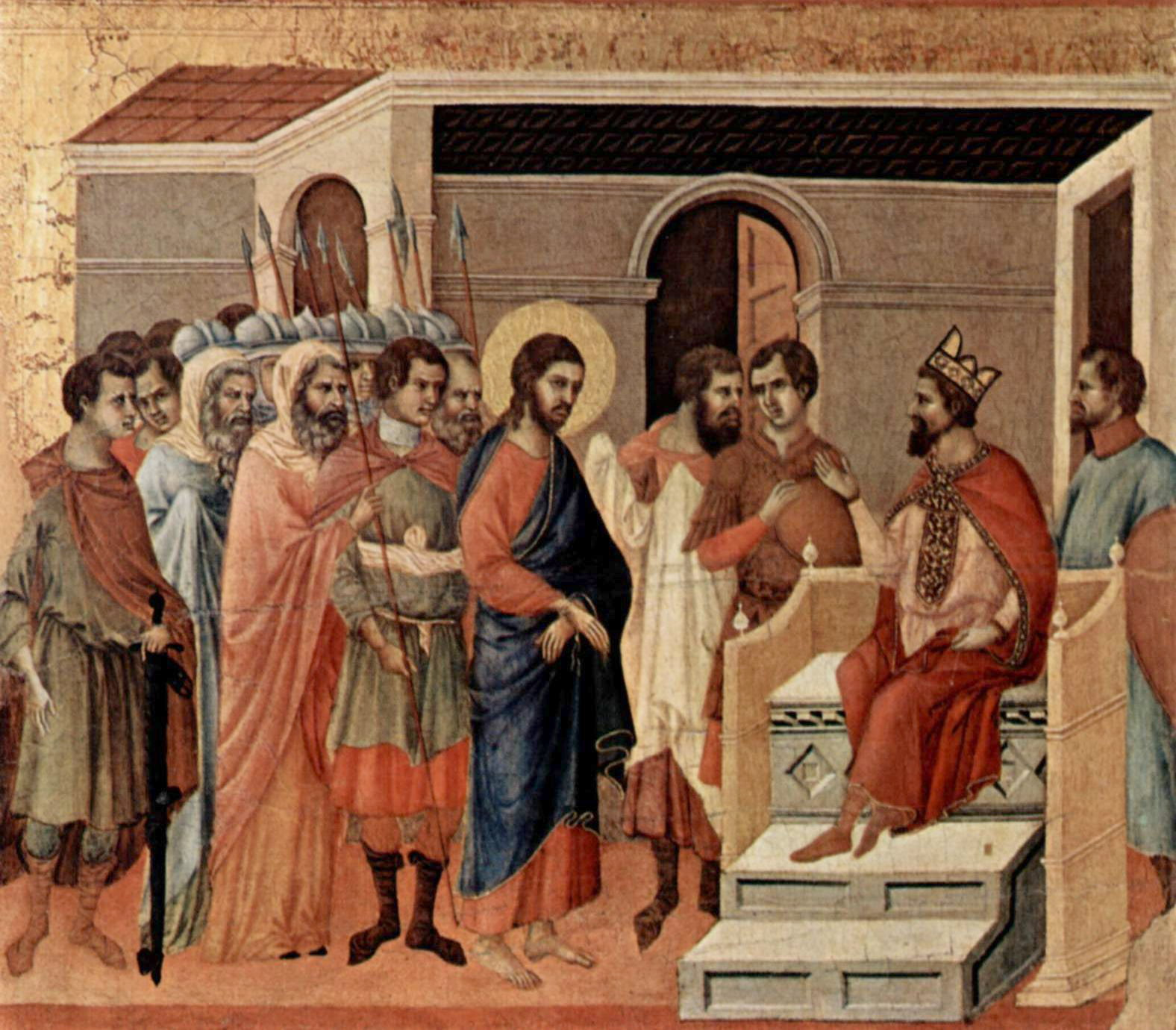
Jesús a la cort d'herodes, per Duccio, c. 1310.

Jesús a la cort d'Herodes fa referència a un episodi del Nou Testament que descriu com, prèviament a la seva crucifixió, Jesús és enviat a Herodes Antipes a Jerusalem.Aquest episodi és descrit en l'Evangeli segons Lluc (23:7–15).

## Narrativa bíblica
En l'Evangeli segons Lluc, després del Judici de Jesús, els jueus de més edat demanen a Ponç Pilat que jutgi i condemni Jesús, l'acusen de fer falses declaracions de ser un rei. Quan se li pregunta a Jesús sobre la reclamació de ser el Rei dels Jueus, Pilat s'adona que Jesús és galileà i per això considera que és sota la jurisdicció d'Herodes. Aprofitant que Herodes és a Jerusalem, Pilat decideix lliurar-li Jesús perquè el jutgi.
Herodes Antipes (El mateix home que anteriorment havia ordenat la mort de Joan Baptista) feia temps que esperava veure Jesús, per observar un dels seus miracles. Tanmateix, Jesús no respon les qüestions d'Herodes ni a les vehements acusacions dels sacerdots i els escribes. Herodes i els seus soldats es burlen de Jesús, li posen una pomposa capa al damunt i el retornen a Pilat. Aquell dia, Herodes i Pilat, que anteriorment havien estat enemics, van esdevenir amics.

L'Evangeli segons Lluc no declara que Herodes condemnés Jesús, en comptes d'això atribueix el fet a Pilat que aleshores reuneix els grans sacerdots, els altres dirigents i el poble, i els diu:
| « | M’heu presentat aquest home com un que desencamina el poble. Jo he procedit a interrogar-lo davant vostre i no he trobat res en les vostres acusacions per a poder-lo inculpar; ni tampoc Herodes, que ens l'ha tornat a enviar. Per tant, no ha fet res que mereixi la pena de mort. El faré assotar per escarmentar-lo i el deixaré lliure." | » |

Després de llargues converses entre Pilat i els jueus, Jesús és enviat per a ser crucificat al Calvari.

## Cristologia
La declaració de Pilat que Herodes no va trobar culpable Jesús és la segona de tres declaracions que fa sobre la innocència de Jesús dins de Lluc (la primera a Lluc 23: 4, a la Cort de Pilat; la segona a 23: 22, quan Pilat es renta les mans) i forma part de la "Cristologia del present" d'innocència en aquest evangeli. En la narrativa que segueix aquest episodi, altres persones igual que Pilat i Herodes tampoc van considerar Jesús culpable. Dins de 23:4, un dels dos lladres crucificats juntament amb Jesús també declara la seva innocència, mentre que dins de 23:47 el centurió Romà diu: "Certament aquest era un home just." La caracterització del centurió il·lustra la visió de Lluc en la innocència (que comença als tribunals de Pilat i Herodes) en contrast amb Mateu 27:54 i Marc 15:39 en què el centurió diu: "Verdaderament aquest home era el Fill de Déu". Fet que emfatitza la divinitat de Jesús.
Jean Cauvin va considerar la falta de resposta de Jesús a les preguntes plantejades per Herodes, el seu silenci davant les acusacions dels ancians jueus i la mínima conversa amb Pilat després del seu retorn d'Herodes com a element de "l'agent de la Cristologia" de la crucifixió. Cauvin va afirmar que Jesús podria haver defensat la seva innocència, però en canvi es va mantenir majoritàriament tranquil i es va sotmetre amb voluntat a la seva crucifixió en obediència a la voluntat del Pare, ja que coneixia el seu paper d'"anyell de Déu". "L'agent de la Cristologia" reforçat a la cort d'Herodes es basa en la predicció de Jesús a Lluc 18:32 que seria: “lliurat als gentils, serà burlat i tractat amb vergonya”. Al pati d'Herodes, Lluc segueix emfasitzant el paper de Jesús no com un "sacrifici no desitjat", sinó com un "representant i servent" de Déu que es va sotmetre a la voluntat del Pare.